# Ernst von Haugwitz
Ernst Eduard von Haugwitz (* 24. Dezember 1802 in Ohlau; † 6. April 1880 in Oberneuendorf bei Görlitz) war Besitzer des Ritterguts Oberneuendorf und Verwaltungsbeamter.

## Herkunft
Seine Eltern waren der Landrat Hans Ernst von Haugwitz (* 13. Januar 1780; † 5. Oktober 1843) und dessen Ehefrau die Gräfin Frederike Wilhelmine Schlitz genannt von Görtz (* 1783; † 27. Januar 1853), eine Tochter des Generals Karl Friedrich Adam von Schlitz. Seine Schwester Adelheid Luise Sophie (* 18. Juli 1801; † 10. April 1869) war mit dem General der Infanterie Friedrich Wilhelm von Brünneck verheiratet. Sein Vater war Landschaftsdirektor, Landrat a. D. sowie Herr auf Lodenau.

## Leben
Ernst von Haugwitz studierte Rechtswissenschaften an der Ruprecht-Karls-Universität Heidelberg. 1823 wurde er Mitglied des Corps Saxo-Borussia Heidelberg. Nach Abschluss des Studiums wurde er 1826 Auskultator beim Stadtgericht Berlin. 1841 erwarb er das Rittergut Mengelsdorf, das er 1859 wieder veräußerte. Zuvor Kreisdeputierter war er von 1847 bis 1859 Landrat des Landkreises Görlitz. Anschließend war er der Besitzer des Ritterguts Ober-Neundorf.
Von 1825 bis 1830 gehörte Ernst von Haugwitz für die Ritterschaft dem Provinziallandtag von Schlesien an.

## Familie
Haugwitz heiratete 1829 Johanna von Niebelschütz (* 25. Februar 1812; † 12. Juni 1867). Die Ehe wurde kinderlos geschieden. Anschließend heiratete er Charlotte von Gersdorff (* 5. Juni 1826; † 30. Dezember 1854). Das Paar hatte mehrere Kinder:
- Frederike Jetta Marie (* 23. März 1848; † 1. April 1869)
- Sophie Luise Margarethe (* 29. Juni 1850) ⚭ 1871 Klemens von Kiesenwetter († 25. Juni 1895), preußischer Oberst
- Agnes Charlotte Frieda (* 16. September 1852; † 22. Dezember 1896) ⚭ 1874 Gustav von Haugwitz († 19. Oktober 1901)
- Ernst Hans Bernhard (* 13. Mai 1854), Herr auf Oberneuendorf ⚭ 1879 Ernestine Luise Auguste Luise von Holzbrinck (* 22. August 1858)

## Auszeichnungen
- Roter Adlerorden 4. Klasse, 1851[4]